# Centrum-Demokraterne

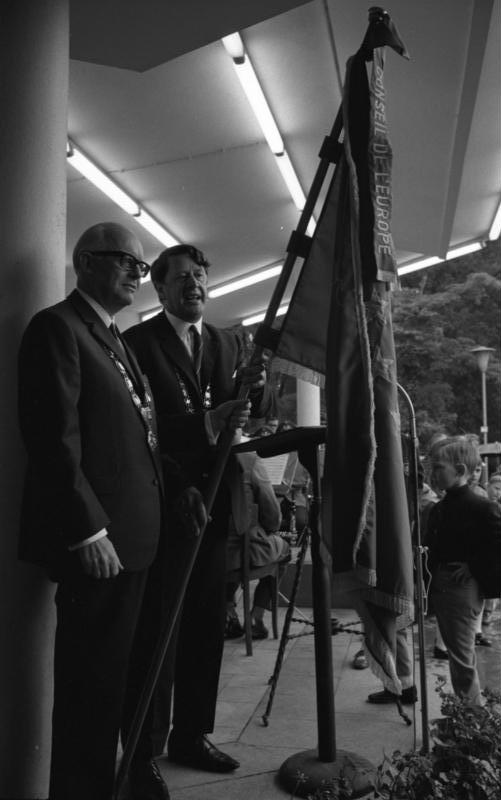
Erhard Jakobsen (rechts) überreicht als Bürgermeister von Gladsaxe dem Godesberger Amtskollegen eine Europafahne, Bad Godesberg 1969.

Centrum-Demokraterne (CD), dän. für Zentrumsdemokraten, bildeten von 1973 bis 2008 eine Partei in Dänemark.

## Geschichte
Die Partei wurde 1973 von Erhard Jakobsen und Tom Høyem gegründet. Zu großen Teilen handelte es sich um eine Abspaltung von den Sozialdemokraten, die Jakobsen zuvor im Folketing vertreten hatte. Der Grund für die Abspaltung waren Pläne der Sozialdemokraten, die Privilegien für Hausbesitzer bei der Einkommensteuer abzuschaffen. Die Partei war sowohl an der Mitte-rechts-Regierung in den Jahren 1982 bis 1988, als auch an der Mitte-links-Regierung in den Jahren 1993 bis 1996 beteiligt. 
Bei der Folketingswahl 2001 erreichte CD nur 1,8 % der Stimmen und verlor ihre parlamentarische Vertretung. Im Jahre 2005 konnte die Partei nur noch 1,0 % der Wähler für sich gewinnen. Auch bei der Kommunalwahl 2005 schnitt sie schlecht ab. Ein Parteitag beschloss daher am 26. Januar 2008 die Selbstauflösung zum 1. Februar 2008.

## Wahlergebnisse

### Wahlen zum Folketing
Angaben von Folketingets Oplysning
| - 1973 7,8 % - 1975 2,2 % - 1977 6,4 % - 1979 3,2 % - 1981 8,3 % - 1984 4,6 % - 1987 4,8 % | - 1988 4,7 % - 1990 5,1 % - 1994 2,8 % - 1998 4,3 % - 2001 1,8 % - 2005 1,0 % |

### Wahlen zum Europäischen Parlament
1979 und 1984 konnte CD einen Sitz im Europaparlament erobern, 1989 sogar zwei Sitze. Erhard Jakobsen nahm das Mandat bis 1994 wahr, nur unterbrochen durch seine Zeit als Minister 1987/88, als Peter Duetoft für ihn nachrückte. Der zweite Abgeordnete in der Legislaturperiode 1989–1994 war Frode Nør Christensen.

## Parteichefs
- 1973–1989 Erhard Jakobsen
- 1989–2005 Mimi Jakobsen
- 2005–2007 Bjarne Møgelhøj
- 2007–2008 Ben Haddou